# Kambodża na Letnich Igrzyskach Olimpijskich 2000
Kambodżę na Letnich Igrzyskach Olimpijskich 2000 reprezentowało 4 zawodników, 2 mężczyzn i 2 kobiety.

## Skład kadry

### Lekkoatletyka
- Rithya To – maraton mężczyzn (80. miejsce)
- Chan Than Ouk – bieg na 100 m kobiet (odpadła w 1 rundzie eliminacji)

### Pływanie
- Kiry Hem – 50 m stylem dowolnym mężczyzn (odpadł w eliminacjach)
- Raksmey Hem – 50 m stylem dowolnym kobiet (odpadła w eliminacjach)